# استانیسلاف گوموزکوف
استانیسلاف گوموزکوف (انگلیسی: Stanislav Gomozkov؛ زادهٔ ) یک بازیکن تنیس روی میز است.
وی در مسابقات کشوری و بین‌المللی در مجموع برنده ۱ مدال طلا شده‌است.